# Малобадраково
Малобадраково (баш. Бәләкәй Баҙраҡ) — деревня в Бураевском районе Республики Башкортостан Российской Федерации. Входит в состав Бадраковского сельсовета.

## География

### Географическое положение
Расстояние до:
- районного центра (Бураево): 22 км,
- центра сельсовета (Большебадраково): 1 км,
- ближайшей ж/д станции (Янаул): 90 км.

## Население
| 2002 | 2009 | 2010 |
| ---- | ---- | ---- |
| 269  | ↘255 | ↘225 |

Согласно переписи 2002 года, преобладающие национальности — башкиры (73 %), татары (26 %) .